# Telmex
Telmex — телекоммуникационная компания. Штаб-квартира — в Мехико (Мексика). Традиционная услуга — фиксированная телефония, но на сегодня это универсальный оператор связи, предоставляющий услуги доступа в Интернет, хостинга и IPTV.

## История
Компания Telmex была основана в 1947 году, когда группа мексиканских инвесторов купила мексиканский филиал шведской компании Ericsson. В 1950 году те же самые инвесторы купили мексиканское отделение ITT Corporation, таким образом компания стала единственным поставщиком телекоммуникационных услуг в стране. В 1972 году мексиканское правительство купило компанию, превратив её в государственную монополию.
В 1990 Telmex была куплена группой инвесторов, сформированную преимущественно Карлосом Слимом Элу, France Télécom и Southwestern Bell Corporation, цена по тендеру которых была самой большой. Однако, сама оплата была произведена в рассрочку в течение последующих нескольких лет, используя доходы от продажи телекоммуникационных услуг.
После приватизации Telmex начал вкладывать капитал в новую современную инфраструктуру, создавая общенациональную оптоволоконную сеть, таким образом предлагая телекоммуникационные услуги для большей части страны.
В 1991 году мексиканское правительство продало свою долю в Telmex и компания стала полностью частной.
По состоянию на 2007 год компания Telmex контролировала 90 % рынка фиксированной связи в Мексике. В кризисный для Мексики 2009 год прибыль компании Telmex выросла на 48,2 %.
В 2011 году компания мексиканского магната Карлоса Слима América Móvil, провела публичную оферту по выкупу 40,04 % акций Telmex за сумму в $6,5 млрд.

## Деятельность

### Мобильная связь
В 1990-х годах мобильные телефоны стали популярным средством связи среди населения. Одним из первых лидеров была компания Iusacell, а Telmex не была представлена на рынке. Это подтолкнуло Telmex сформировать филиал, чтобы обеспечить предоставление услуг мобильной связи. Филиал был назван Radiomóvil Dipsa и предоставлял услуги под брендом Telcel.
Telcel первоначально был второстепенным игроком на рынке мобильной связи, но в 1995 всё изменилось, когда мексиканский валютный кризис сильно ударил по многим мексиканцам. Компания Iusacell решила остаться с более богатыми клиентами, предлагая дорогие тарифные планы, а Telcel начал предлагать первые предоплаченные тарифные планы для мобильного телефона.
В 2000 году Telmex выделил своё мобильное подразделение, создав телекоммуникационный холдинг América Móvil, который контролировал Radiomóvil Dipsa и свободно развивался как свой собственный бизнес в качестве независимого подразделения.

### Интернет
В середине 1990-х годов Telmex начал предоставлять доступ в интернет как интернет-провайдер под брендом Uninet. Год спустя бренд был изменён на Telmex Internet Directo Personal (англ. Telmex Direct Personal Internet). В 1996 году Telmex купила Prodigy Communications Corporation и применила бренд в Мексике, переименовав сервис в Prodigy Internet de Telmex. Благодаря своему национальному охвату, компания Telmex быстро стала ведущим национальным интернет-провайдером. В 2005 году Telmex принадлежало более 80 % рынка интернет-услуг и компания стала лидером в области услуг широкополосного доступа в интернет со своим брендом Prodigy Infinitum, предоставляемых по технологии ADSL.
В 2001 году Telmex продала свой филиал в США, который получил название Prodigy SBC. Однако, Telmex продолжает владеть и управлять Prodigy в Мексике.